# Sinar Jawa
Sinar Jawa is een bestuurslaag in het regentschap Tanggamus van de provincie Lampung, Indonesië. Sinar Jawa telt 2187 inwoners (volkstelling 2010).